# العلاقات التونسية الميكرونيسية
العلاقات التونسية الميكرونيسية هي العلاقات الثنائية التي تجمع بين تونس وولايات ميكرونيسيا المتحدة.

## مقارنة بين البلدين
هذه مقارنة عامة ومرجعية للدولتين:
| وجه المقارنة                                              | تونس                                       | ولايات ميكرونيسيا المتحدة |
| --------------------------------------------------------- | ------------------------------------------ | ------------------------- |
| المساحة (كم2)                                             | 163.61 ألف                                 | 702                       |
| عدد السكان (نسمة)                                         | 11.53 مليون                                | 105.54 ألف                |
| الكثافة السكانية (ن./كم²)                                 | 70.47                                      | 15.03 ألف                 |
| العاصمة                                                   | تونس                                       | باليكير                   |
| اللغة الرسمية                                             | اللغة العربية                              | لغة إنجليزية              |
| العملة                                                    | دينار تونسي                                | دولار أمريكي              |
| الناتج المحلي الإجمالي (بليون دولار)                      | 40.26 مليار                                | 336.43 مليون              |
| الناتج المحلي الإجمالي (تعادل القوة الشرائية) بليون دولار | 129.05 مليار                               | 365.27 مليون              |
| الناتج المحلي الإجمالي الاسمي للفرد دولار أمريكي          | 3.87 ألف                                   | 3.02 ألف                  |
| الناتج المحلي الإجمالي للفرد دولار أمريكي                 | 11.44 ألف                                  |                           |
| مؤشر التنمية البشرية                                      | 0.721                                      | 0.640                     |
| رمز المكالمات الدولي                                      | +216                                       | +691                      |
| رمز الإنترنت                                              | .tn                                        | .fm                       |
| المنطقة الزمنية                                           | ت ع م+01:00، توقيت وسط أوروبا، ت ع م+02:00 |                           |

## منظمات دولية مشتركة
يشترك البلدان في عضوية مجموعة من المنظمات الدولية، منها:
| علم المنظمة | اسم المنظمة                               | تاريخ انضمام تونس | تاريخ انضمام ولايات ميكرونيسيا المتحدة |
| ----------- | ----------------------------------------- | ----------------- | -------------------------------------- |
|             | يونسكو                                    | 8 نوفمبر 1956     | 19 أكتوبر 1999                         |
|             | مؤسسة التمويل الدولية                     | 25 يوليو 1962     | 24 يونيو 1993                          |
|             | المركز الدولي لتسوية المنازعات الاستشارية | 14 أكتوبر 1966    | 24 يوليو 1993                          |
|             | منظمة حظر الأسلحة الكيميائية              | ?                 | ?                                      |
|             | مؤسسة التنمية الدولية                     | 30 ديسمبر 1960    | 24 يونيو 1993                          |
|             | وكالة ضمان الاستثمار متعدد الأطراف        | 7 يونيو 1988      | 11 أغسطس 1993                          |
|             | الاتحاد الدولي للاتصالات                  | 14 ديسمبر 1956    | 18 مارس 1993                           |
|             | الأمم المتحدة                             | 12 نوفمبر 1956    | 17 سبتمبر 1991                         |
|             | البنك الدولي للإنشاء والتعمير             | 14 أبريل 1958     | 24 يونيو 1993                          |

## وصلات خارجية
- موقع وزارة الخارجية التونسية